# 运动员技术等级

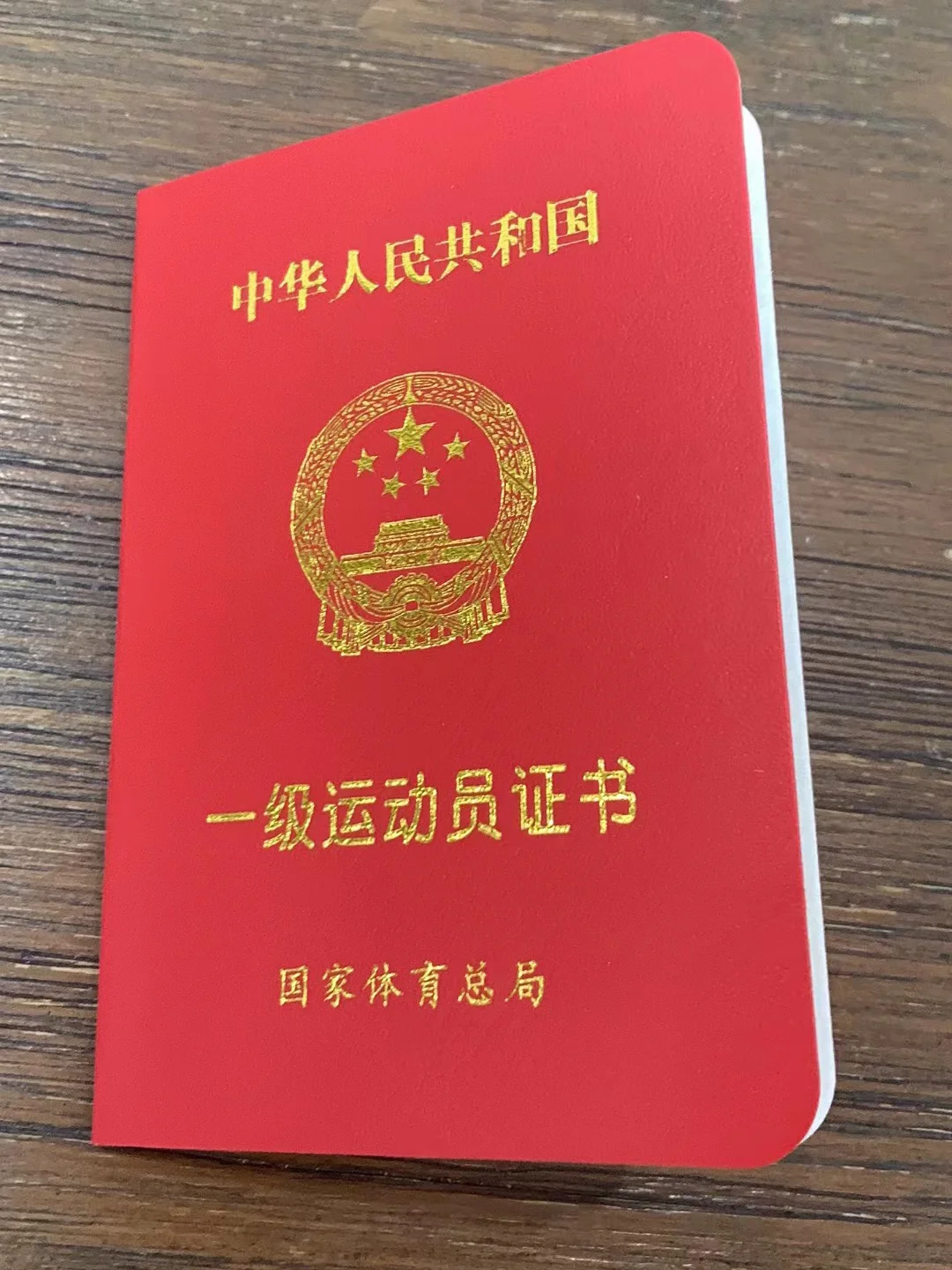
纸质版一级运动员技术等级证书封面

运动员技术等级是中国大陆由国家体育总局各专项运动管理中心、中华全国体育总会各会员团体、各地方体育局认定的、具有达到有关标准中规定的能力的运动员的称号。

## 申请方法
1. 参加相关比赛，并达到规定中要求的成绩。
2. 向有关体育主管部门申请。
3. 有关部门审批，通过后发放证书[1]

## 等级
- 国际级运动健将
- 运动健将
- 一级运动员
- 二级运动员
- 三级运动员

## 项目
- 田径：100米、200米、400米、800米、1500米、5000米、10000米、马拉松、铅球、链球、标枪、铁饼
- 滑冰：速度滑冰、短道速滑、花样滑冰
- 冰上球类：冰球、冰壶
- 滑雪：越野滑雪、高山滑雪、跳台滑雪、自由式滑雪
- 综合多项：冬季两项、现代五项、铁人三项、军事五项
- 射击、射箭
- 公路：自行车、速度轮滑
- 击剑
- 马术
- 水上器械：帆船、帆板、赛艇、皮划艇（静水）、皮划艇（激流回旋）、滑水、蹼泳
- 对抗：摔跤、中国式摔跤、柔道、拳击、跆拳道
- 举重
- 水中运动：游泳、跳水、花样游泳、水球
- 表演类：体操、艺术体操、健美操、蹦床、技巧、武术、健美
- 球类：手球、曲棍球、棒球、垒球、足球、篮球、排球、沙滩排球、乒乓球、羽毛球、网球、软式网球
- 空降：跳伞、滑翔
- 模型：航空模型、车辆模型、航海模型
- 棋类：围棋、象棋、国际象棋
- 山地：登山、攀岩
- 机械动力：摩托车、摩托艇

## 意义
- 对运动员实力的证明和成绩的肯定与嘉奖。
- 为各个体育队的队员选拔提供依据。
- 在中国大陆，田径、游泳、足球、篮球、排球、手球、棒球、垒球、乒乓球、羽毛球、网球、武术（含散打）、跆拳道、健美操和定向越野二级及以上的运动员，可获得高考加分。[2]

## 评论

### 正面
等级运动员的评选和认定，可以促使运动员积极训练，并促进全民健身，有利于体育事业的发展。

### 负面
等级运动员的评选工作中存在腐败现象，例如个别地区可以花钱买到等级运动员证等，这危害了评选、认定的公平公正，损害了体育精神。

## 资料
1. ↑  . 潍坊市体育局. 2012-06-26  [2013-05-25]. （原始内容存档于2012-11-03）.
2. ↑  . 北京教育考试院. 2013-01-28  [2013-05-25]. （原始内容存档于2016-03-04）.
3. ↑  . 凤凰网. 2012-05-21.